# دانشگاه ویکتوریا ولینگتون
دانشگاه ویکتوریا در ولینگتون (به انگلیسی: Victoria University of Wellington) از مهم‌ترین دانشگاههای کشور نیوزیلند است که در شهر ولینگتون، پایتخت این کشور، واقع شده‌است. براساس آخرین رده‌بندی علمی دانشگاه‌های معتبر دنیا، این دانشگاه در رتبهٔ ۲۱۹ در سال ۲۰۱۷ قرار دارد. دانشگاه ویکتوریا در ولینگتون در سال ۱۸۹۷ تأسیس شده‌است.